# Araneus flavopunctatus
Araneus flavopunctatus este o specie de păianjeni din genul Araneus, familia Araneidae. A fost descrisă pentru prima dată de L. Koch, 1871.
Este endemică în Fiji. Conform Catalogue of Life specia Araneus flavopunctatus nu are subspecii cunoscute.